# Bob de Voogd
Bob de Voogd, född den 16 september 1988 i Helmond, Nederländerna, är en nederländsk landhockeyspelare.
Han tog OS-silver i herrarnas landhockeyturnering i samband med de olympiska landhockeytävlingarna 2012 i London.
Vid de olympiska landhockeytävlingarna 2016 i Rio de Janeiro slutade de Voogd på en fjärde plats efter förlust mot Tyskland i bronsmatchen.